# Penepodium taschenbergi
Penepodium taschenbergi är en biart som först beskrevs av Kohl 1902.  Penepodium taschenbergi ingår i släktet Penepodium och familjen grävsteklar. Inga underarter finns listade i Catalogue of Life.